# James R. Rice
James Robert Rice  (* 3. Dezember 1940 in Frederick, Maryland) ist ein US-amerikanischer Ingenieurwissenschaftler für theoretische Mechanik und Geophysiker. Er ist Professor an der Harvard University.
Rice studierte an der Lehigh University mit dem Bachelor-Abschluss als Ingenieur 1962, dem Master-Abschluss 1963 und der Promotion in Angewandter Mechanik bei Ferdinand Beer 1964. Danach war er Assistant Professor und ab 1970 Professor an der Brown University und ab 1981 Professor in Harvard. Er ist dort heute Mallinckrodt Professor of Engineering Science and Geophysics.
Rice befasst sich insbesondere mit Hydrodynamik und Festkörpermechanik mit Anwendung in der Geophysik und Geotechnik, speziell Spannung, Deformation, Bruchbildung und Flüsse in Zusammenhang mit Erdbeben und Mechanik von Eis und Gletschern, Erdrutschen, Tsunamis und Hydrologie.
Er war unter anderem Gastprofessor und Gastwissenschaftler am Isaac Newton Institute, an der École normale supérieure (Blaise Pascal Professor), in Stanford, Cambridge und am Caltech (als Fairchild Scholar).
1994 erhielt Rice die Timoshenko Medal und 1988 die William Prager Medal, 2012 die Louis Néel Medal, 2014 die Von-Karman-Medaille, 2012 die Walter H. Bucher Medal, 2018 die Raymond D. Mindlin Medal und 2021 den Harvey-Preis. Er ist Mitglied der National Academy of Sciences, der American Academy of Arts and Sciences und der National Academy of Engineering. Er ist Fellow der Royal Society und der Royal Society of Edinburgh, der Académie des sciences (1996), Mitglied der spanischen Ingenieursakademie von Madrid (Academia de Ingenieros), Fellow der American Geophysical Union und Ehrenmitglied der Mathematisch-naturwissenschaftliche Klasse der Österreichischen Akademie der Wissenschaften (ÖWA). Er ist sechsfacher Ehrendoktor (Grenoble, Technion, Université Pierre et Marie Curie Paris, Lehigh, Northwestern, Brown).